# Nicola Porpora

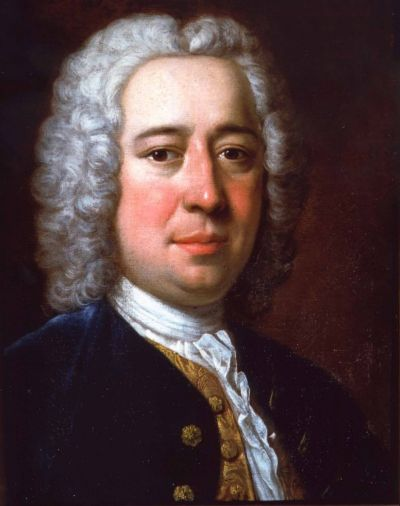
Nicola Porpora.

Nicola Antonio Porpora, född den 17 augusti 1686 i Neapel, död där den 3 mars 1766, var en italiensk tonsättare och sånglärare.
Porpora, som var lärjunge till Gaetano Greco och Francesco Mancini, blev som ung kapellmästare hos det portugisiska sändebudet i Neapel, komponerade flera operor och anställdes 1719 som sånglärare vid Conservatorio di Sant'Onofrio. Han utbildade Farinelli, Caffarelli (Majorano), Salimbeni, Regina Mingotti och andra ryktbara sångare, verkade sedan dels i Venedig, dels i Wien och kom 1728 till Dresden, där han fick insteg vid hovet. 
Åren 1729 och 1733 kallades han till London för att träda i spetsen för ett operasällskap, avsett att tävla med Händels. Detta orsakade dock ingen ovänskap mellan Porpora och Händel. Däremot levde Porpora i ett spänt förhållande till Hasse, beroende på att Hasse 1724 i Neapel anmält sig till undervisning hos Porpora, men snart övergivit honom och i stället vänt sig till Alessandro Scarlatti. I London stannade Porpora till 1736. Åren 1744-1752 hade han anställningar i Venedig, Wien (där han var Joseph Haydns lärare) och Dresden, men återkom 1755 till Neapel, där han 1760 blev kapellmästare vid katedralen och direktör för Conservatorio di Sant'Onofrio. Trots detta dog han i fattigdom.
Samtliga hans operor, av vilka man känner namnen på 53, är föråldrade, liksom hans 6 oratorier och hans många kyrkomusikverk. Större värde tillerkänns däremot hans kantater för soloröst och klaver (12 utgivna 1735) samt några av hans tryckta instrumentalverk: 6 sinfonie da camera för två violiner och bas, 12 violinsonater och 6 klaverfugor. En biografisk uppsats över Porpora är författad av Villarosa i Memorie dei compositori et cetera (2:a upplagan 1843). Som sånglärare är Porpora kanske mera berömd än någon annan; inte minst till honom går de klassiska italienska sångtraditionerna tillbaka.